# 榛葉豊明
榛葉 豊明（しば とよあき、1929年7月15日 - 2009年7月19日）は日本の映画監督で、記録映画、教育映画、科学映画などを手掛けた。岩波映画製作所（現在は解散）に所属し、科学的、論理的な視点に基づく緻密なシナリオと演出で、ドキュメンタリーのジャンルで数々の賞を受賞した。

## 来歴・人物
1952年、大阪大学理学部卒。大学時代は、理論物理学研究者で後年日本学術会議の会長になる伏見康治教授の門下生だった。大学卒業後、まだ創立間もなかった東京の岩波映画製作所に入社。この年、同社は社員募集をしていなかったが、応対した役員の前で「私を採用しなかったら、後悔しますよ」と啖呵を切ったのが認められ、採用が決まった。
その後助監督を経て記録映画の監督に。記録映画界では当時稀だった理系出身で、大学時代に培った科学的な視点から、学校教材の「理科教材シリーズ」や日本テレビの「たのしい科学」シリーズを担当したり、行政や企業からの委託を受けて作る記録映画やPR映画を多数製作するなどした。
1964年、金属の型枠メタルフォームを科学的に捉えた作品「メタルフォームの使い方」で教育映画祭職能教育部門最高賞。同年制作した「水の圧力」で教育映画祭理科教材部門最高賞のダブル受賞の快挙を成し遂げた。翌1965年、科学映画「振り子の運動」で教育映画祭理科教材部門で2年連続の最高賞獲得するなど、毎年のように榛葉の作品が受賞を続け、日本の教育映画のジャンルに大きな足跡を残した。1978年に科学映画「宇宙の気象台ひまわり」で、映画雑誌「キネマ旬報」の年間ベスト10入りを果たした。
岩波映画の同僚の監督には羽仁進、羽田澄子、時枝俊江らがいる。またかつて岩波に所属していた同世代には土本典昭、黒木和雄らが、更に後輩には小川紳介ら、日本の戦後記録映画の中枢にいる監督たちもいた。
1990年代半ばに、映画制作の一線から退いた後は、後進のドキュメンタリー監督の応援をするようになり、中でもヒューマンドキュメンタリー映画の監督伊勢真一には古くからエールを送り、伊勢が立ち上げたドキュメンタリー映画の祭典ヒューマンドキュメンタリー映画祭・阿倍野にも第1回から応援していた。
2009年7月19日、他界。80歳の誕生日から4日後のことで、後日、岩波映画をはじめとする映画仲間や地元の知人たちが「お別れの会」を執り行った。
次男の榛葉健もドキュメンタリー制作者で、映画監督。